# سازمان ملی مالکیت صنعتی

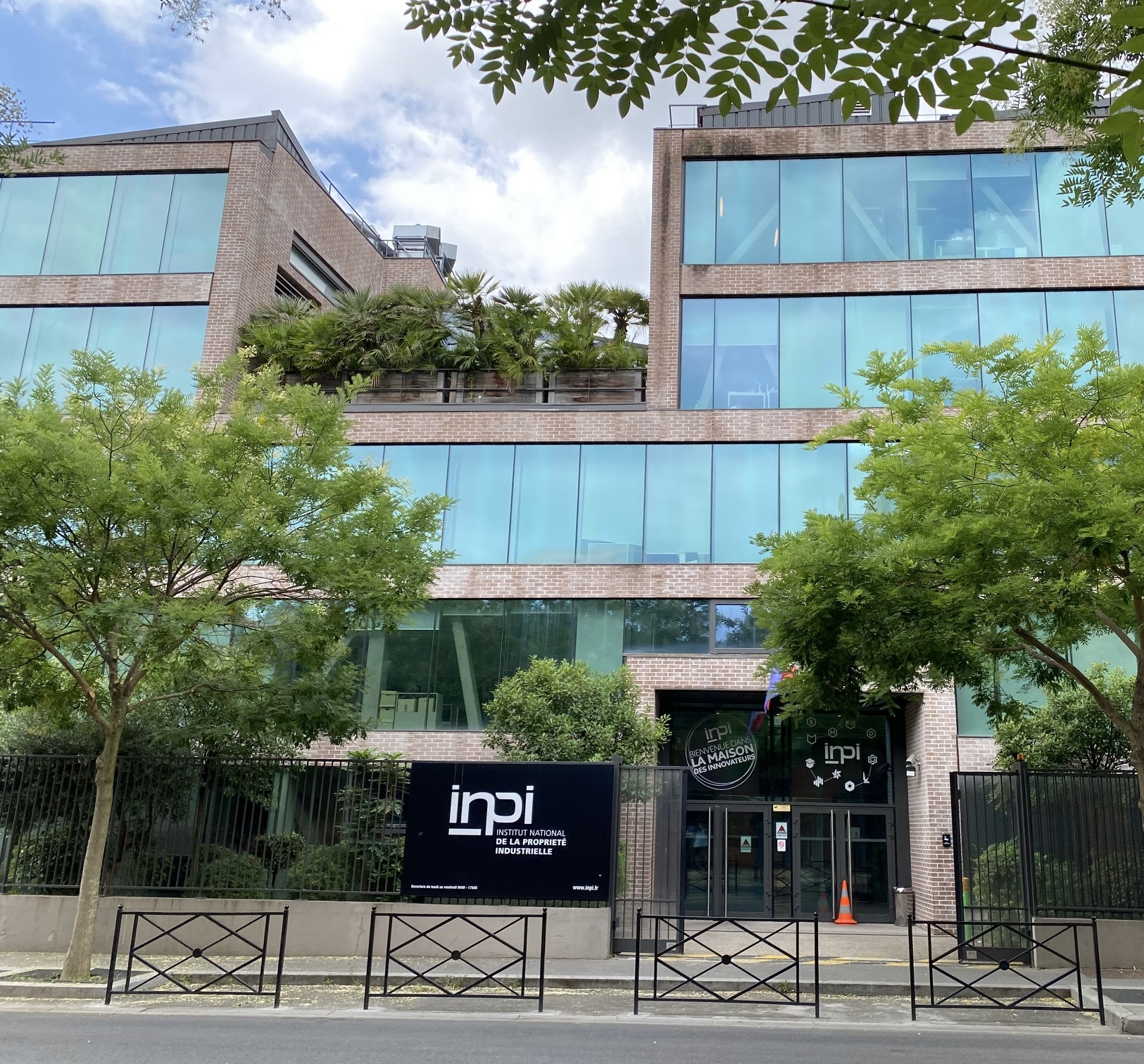
ورودی ساختمان سازمان ملی مالکیت صنعتی

سازمان ملی مالکیت صنعتی (انگلیسی: National Institute of Industrial Property)اداره ملی فرانسوی است که در حوزه مالکیت فکری فعالیت می‌کند و مسئولیت حوزه‌های حق اختراع، علامت تجاری و طرح صنعتی را برعهده دارد از سال ۲۰۱۰ دکتر لاپیه ریاست مؤسسه را برعهده دارد رئیس پیشین مؤسسه به ریاست اداره اروپایی اختراعات برگزیده شد این مؤسسه در شهر کوربوآ (به فرانسوی: Courbevoie) در شهرستان او-دو-سن در ناحیه ایل-دو-فرانس مستقر است.